# Ángel Lamas Arroyo
Ángel Lamas Arroyo fue un militar español que participó en la Guerra civil española.

## Biografía
Militar profesional, pertenecía al arma de infantería. Persona de ideología derechista, tras el estallido de la Guerra civil mantuvo una posición inicial de no posicionarse. Simpatizante pro-franquista, durante la contienda mantuvo una actitud derrotista y llegó a colaborar con las fuerzas sublevadas. No obstante, ello no le impidió ocupar puestos relevantes en el Ejército Popular de la República. En la zona centro llegó a desempeñar la jefatura de Estado Mayor de la 6.ª División, del I Cuerpo de Ejército y, posteriormente, del VII Cuerpo de Ejército. En el frente norte sería jefe de Estado Mayor del I Cuerpo de Ejército de Euzkadi y del Ejército del Norte.
Fue capturado por los franquistas durante la batalla de Santander, aunque no sufrió represalias. 